# YMCA v České republice
YMCA v České republice je název české pobočky největší mládežnické organizace na světě YMCA (Young Men’s Christian Association, česky Křesťanské sdružení mladých lidí). YMCA se zabývá zejména prací s dětmi a mládeží, nabídkou aktivního trávení volného času, harmonickým rozvojem člověka – jeho ducha, duše a těla (jak symbolizuje červený rovnostranný trojúhelník, který má ve svém znaku). Je otevřena všem lidem bez rozdílu rasy, pohlaví, náboženského vyznání, sociálního postavení, fyzických i duševních schopností.
YMCA v České republice má 3 850 členů (stav k 1. 1. 2022), své aktivity nabízí v 28 pobočkách napříč republikou. 

## Historie
YMCA vznikla v roce 1844 v Londýně v Anglii. Na českém území od druhé poloviny 19. století fungovala prostřednictvím tzv. Křesťanských spolků mladíků nebo tzv. Křesťanských sdružení mládeže. Po několika letech fungování v rámci Československých legií a poté Československé armády, kde její pracovníci zřizovali nejen čítárny, čajovny a vývařovny, ale nabízeli jim i aktivity pro využití volného času, se v Československu YMCA od roku 1921 rozšířila masově především díky vydatné pomoci z USA a za přispění elit národa: T. G. Masaryka, jeho dcery Alice, Václava M. Havla, Emanuela Rádla a dalších. Samostatná Československá YMCA byla oficiálně založena na sjezdu v Praze dne 21. dubna 1921.
Svoji činnost YMCA nuceně ukončila v roce 1951 a po neúspěšných pokusech o znovuzaložení okolo roku 1968 obnovila svoji činnost až v roce 1990. YMCA v ČR byla ustavena v roce 1992 vzhledem k blížícímu se dělení Československé federativní republiky.[ve zdroji nenalezeno]
V letech 1997–2002 byla generální sekretářkou organizace Jana Vohralíková.[zdroj?]

## Zaměření, náplň činnosti
YMCA nabízí řadu aktivit pro kvalitní trávení volného času dětí, mladých lidí a všech dalších mladých duchem. Každé lokální sdružení má specifický program, prostřednictvím kterého naplňuje poslání YMCA. Nejvíce aktivit je zaměřeno na sport a práci s rodinami, dále se YMCA věnuje i pořádání táborů nebo sociálním programům.[zdroj?]

### Sport[2]
V rozvoji českého sportu má YMCA svoji pevnou historickou úlohu. V Československu přispěla k rozvoji sportovní výchovy investicemi do sportovišť, díky financím amerických zakladatelů se v Paláci YMCA obyvatelé Prahy setkali s krytým bazénem, s první běžeckou klopenou dráhou a gymnastickou halou či se saunami a lázněmi. Díky YMCA se po celé naší zemi postavily desítky hřišť, sportovišť a bazénů.  
Do Československa přinesla YMCA kromě basketbalu a volejbalu i lukostřelbu a playgroundball (softbal), ale také techniku nacvičených signálů při hře. Vzhledem k dobrým podmínkám a špičkovému vedení a vybavení se také staly oddíly YMCA (pozdější UNCAS) prvními reprezentanty v basketbalu, které se účastnily také letní olympiády v Berlíně 1936. V basketbalu neměla YMCA konkurenci až do války. Z dalších sportů se v YMCA nejvíce dařilo lehké atletice, stolnímu tenisu, boxu a plavání. Kurzy plavání a záchrany tonoucího byly pravidelnou součástí táborů YMCA na Sázavě. Díky svému historickému přínosu je YMCA v ČR členem Českého olympijského výboru.
V ymkařských sportovních aktivitách ale nikdy nešlo jen o tělesnou zdatnost. Sport v YMCA vždy fungoval jako součást mravní výchovy mladých mužů. Už v meziválečném období šlo – slovy jednoho z vedoucích tělesných aktivit v YMCA Fráni Velkoborského – o „Tělesnou výchovu k charakteru“.
V 21. století jsou v Ymce stále populární míčové hry (volejbal, florbal, fotbal, softbal, ping-pong), nově se přidalo lezení a vodáctví, zájem je také o taneční skupiny (step, irský a bretaňský tanec, spontánní tančení).  Velké úspěchy zaznamenává tým YMCA Znojmo v korfbalu –  ve všech věkových kategoriích pravidelně obsazuje ty nejvyšší příčky, a to jak v národních soutěžích, tak na mezinárodním poli.

### Tábory[8]
První tábor na světě zorganizovala YMCA v Anglii v roce 1907. Také v Československu měla už v roce 1921 dva tábory – Masarykův tábor na Sázavě a Orava na Slovensku. V roce 1937 to už bylo 12 tábořišť. Úspěšný rozkvět tábornictví přerušila druhá světová válka. Po ní YMCA tábory znovu obnovila na několik sezon, než její činnost zakázali komunisté.
Tábory YMCA vychovávaly děti a mladé lidi k samostatnosti, k pevnému charakteru, k tělesnému, duševnímu i duchovnímu rozvoji. Táborů se účastnily děti nejrůznějších národností – Češi, Slováci, Poláci, Němci, Židé a také z rodin různých vyznání.
V současné době pořádá YMCA v ČR každý rok kolem 80 táborů, kterých se účastní přes tři tisíce dětí. Tábory se liší svým obsahem i velikostí – některé z nich jsou velké, jiné mají kolem 20 dětí . Nově YMCA pořádá celonárodní tábor YMCA, který má navázat na historickou tradici pořádání kvalitních letních táborů pro děti a mládež v Masarykově táboře YMCA na Sázavě u Soběšína. 
Dnes YMCA v ČR vlastní 4 tábořiště – Masarykův tábor na Sázavě, Veverskou Bítýšku u Brna, Vlčici u Staňkovského rybníka a Pastviny u Letohradu . Mimo ně ale YMCA využívá i mnoho dalších tábořišť po celé republice.

### Kluby a kroužky
YMCA nabízí široké spektrum nejrůznějších kroužků, klubů či oddílů. Celoročně pracujících skupin je téměř 250 a jejich náplň se liší podle místa, kde působí.
Největší část klubů je zaměřená na sport. V Ymce se hraje volejbal, florbal, fotbal, ping-pong, ragby a další sporty. Velké úspěchy zaznamenává tým YMCA Znojmo v korfbalu – v soutěžích všech věkových kategorií pravidelně obsazuje nejvyšší příčky. V klubu YMCA Plzeň se připravuje mistryně Evropy školní mládeže v boxu Viktorie Jílková. Oblíbené jsou taneční skupiny (step, irský a bretaňský tanec, spontánní a výrazový tanec). Další kroužky jsou zaměřeny výtvarně, hudebně, jazykově či technicky.

### Nízkoprahové kluby a služby[9]
jsou svobodným prostorem pro děti a mládež, které nechtějí trávit volný čas bezcílně na ulici. „Nízký práh“ znamená otevřenost, vstřícnost, bezpečí, ochotu naslouchat a chápat. Nízkoprahové kluby YMCA nabízejí své služby všem dětem a mladým lidem ve třech akreditovaných centrech v Praze a v Ústí nad Labem. 

### Mateřská a rodinná centra[10]
slouží matkám (a otcům) na rodičovské dovolené pro setkávání, vzdělávání a zábavu. Děti si v nich mohou hrát mezi svými vrstevníky, dospělí navázat nová přátelství, sdílet své zkušenosti a nápady. Centra nabízejí tvořivé, vzdělávací a sportovní programy, ale i možnost volné hry v herně. Charakter i nabídku programů spoluvytvářejí sami návštěvníci – rodiče, jejich děti, partneři i celé rodiny.
Vůbec první mateřské centrum v České republice vzniklo v 1992 v přízemí Paláce YMCA. Inspirovalo tak další centra, kterých je dnes kolem 500. Ukázalo, jak trávit čas s dětmi, a přitom se cítit smysluplně a užitečně.
YMCA v současné době provozuje 12 mateřských a rodinných center – tři v Praze, dvě v Brně a sedm na dalších místech republiky. YMCA Brno nabízí vedle herny pro děti i pracovnu s internetem pro rodiče nebo mobilní dětský koutek.
Dalšími z programů zaměřených na podporu rodiny jsou například tábory rodin nebo tzv. manželská setkání, týdenní letní kurzy pro manželské páry. Náplní kurzů jsou přednášky ze širokého okruhu vzájemných vztahů muže a ženy v manželství, doplněné skupinovou prací, sdílením zkušeností i prostorem pro společný volný čas manželů. 

### Výchova k odpovědnosti
YMCA od začátku působení vedla mladé lidi k demokracii a občanské zodpovědnosti. Dnes se těmto cílům věnují hlavně dva její programy, Ten Sing a YMCA Skauti.
Tensing je hudební aktivita pro teenagery ve věku od 12 do 19 let. Je to především pěvecký sbor doprovázený kapelou, doplněný tancem a divadlem. Mladí se tu postupně učí přebírat zodpovědnost za své vrstevníky, určují směr, kterým se skupina bude ubírat, pomáhají s přípravou společného programu. Hlavním cílem  Tensingu je výchova zodpovědných mladých lidí, vedení k demokracii, osobní rozvoj ducha, duše a těla. Jádrem Tensingu jsou tzv. 3 K – kultura, kreativita a Kristus. V Česku nyní funguje 10 tensingových skupin. 
Skauting v YMCA je založen na třech principech. Jsou to: povinnost a úcta k Bohu, povinnost a úcta k bližnímu a povinnost a úcta k sobě. Cílem skautingu je připravenost jedince plnit povinnosti k sobě samým, bližním, vlasti, přírodě a celému lidskému společenství. YMCA skauti jsou samostatnou organizací a nepatří tedy pod organizaci Junák – český skaut, ale udržují vzájemné přátelské vztahy. 

## Spolupráce
Česká YMCA je od roku 1998 kolektivním členem České rady dětí a mládeže, Českého olympijského výboru, Asociace nestátních neziskových organizací. Na mezinárodní úrovni je členem Světové aliance YMCA a Evropské aliance YMCA. Na regionální a místní úrovni spolupracuje s dalšími organizacemi a orgány státní správy.
YMCA v ČR byl přiznán Ministerstvem školství, mládeže a tělovýchovy titul: „NNO uznaná MŠMT pro práci s dětmi a mládeží na léta 2016 až 2020“.